# Волшебная жизнь Жанны д’Арк, дочери Лотарингии
«Волшебная жизнь Жанны Д'Арк, дочери Лотарингии» (фр. La merveilleuse vie de Jeanne d'Arc) – франко-немецкий исторический немой чёрно-белый художественный фильм, снятый в 1929 году режиссёром Марко Де Гастином по сценарию Жана-Жозе Фраппа на киностудии  Pathé.
Премьера фильма состоялась 1 ноября 1929 года. Длительность фильма 125 минут.

## Сюжет

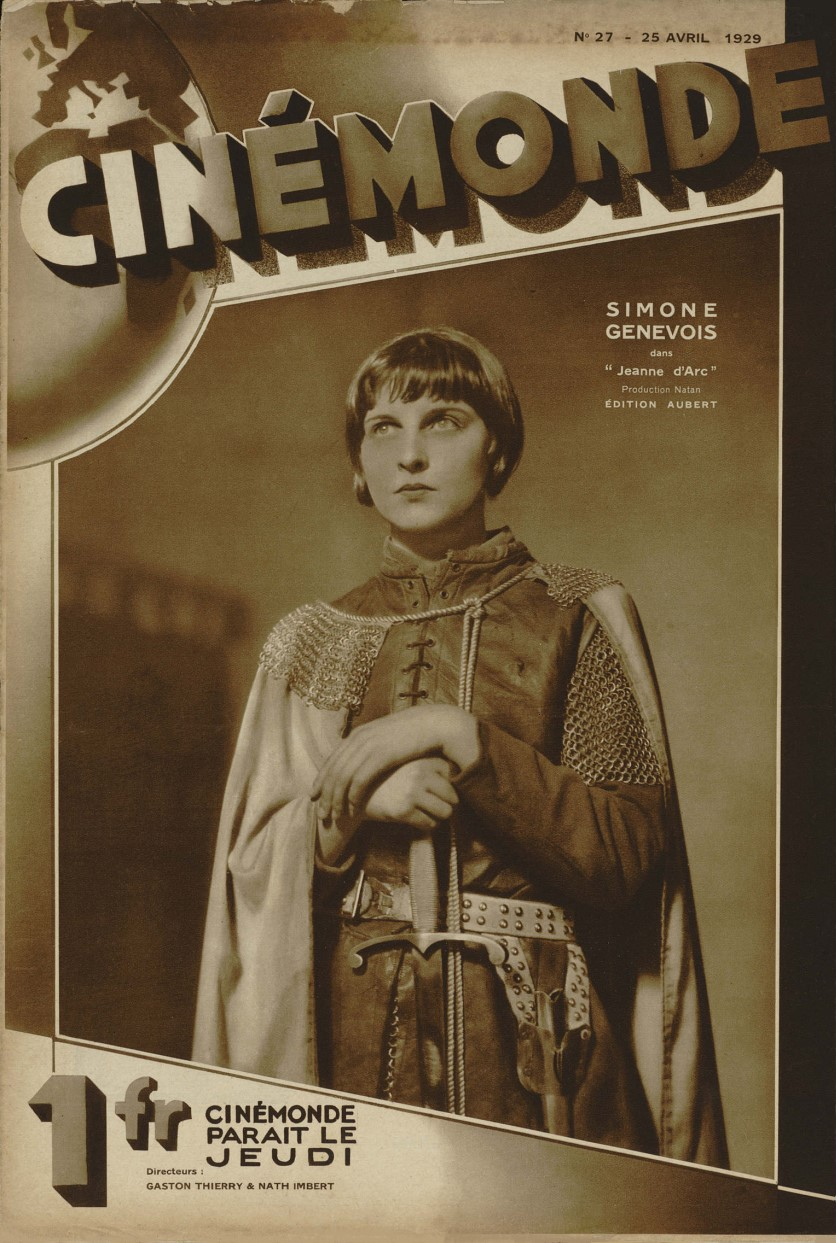
Симона Женевуа в роли Жанны д’Арк на обложке журнала "Cinémonde"

Биография национальной героини  Франции Жанны д’Арк от её отъезда из родной деревни Домреми до её смерти на костре в Руане.

## В главных ролях
- Симона Женевуа – Жанна д’Арк
- Фернан Майли – Ла Гир, соратник Жанны
- Жорж Поле – Николя Лойселе
- Жан Дебюкур – Карл VII (король Франции)
- Филипп Эриа — Жиль де Рэ, сподвижник Жанны
- Гастон Модо – лорд Глесделл
- Женика Атанасиу
- Жан-Луи Аллибер
- Даниэль Мендай – Толбот, Джон, 1-й граф Шрусбери